# QF 1ポンド砲
QF 1ポンド・ポンポン砲（英語: QF 1 pounder pom-pom gun）とはイギリスが開発した初期の37mm機関砲である。本砲は当初歩兵砲としての役割を担い、後には軽対空砲としてイギリスを始めとする数ヶ国で運用された。

## 歴史
ハイラム・マキシムは1880年代の終わりにマキシム機関銃の口径を拡大する形で本砲の原型となる機関砲を設計した。本砲は比較的長い射程を有していたが、これにより炸裂弾を使用する際に適切な射程を判断する必要があった。弾量は最低でも0.88ポンド（400g）を要したが、これは重量400g以下の爆発物を兵器として用いることを禁じた1868年のサンクトペテルブルク宣言及びこの内容を再確認した1899年のハーグ陸戦条約が存在したためであった。
初期の砲はマキシム・ノルデンフェルト銃器弾薬会社の商標で販売されていたが、1897年にヴィッカース会社がマキシム・ノルデンフェルト社を買収すると同社（Vickers, Sons & Maxim）の商標で販売されることとなった。これらは実質的には同一の兵器であった。

## イギリスでの運用

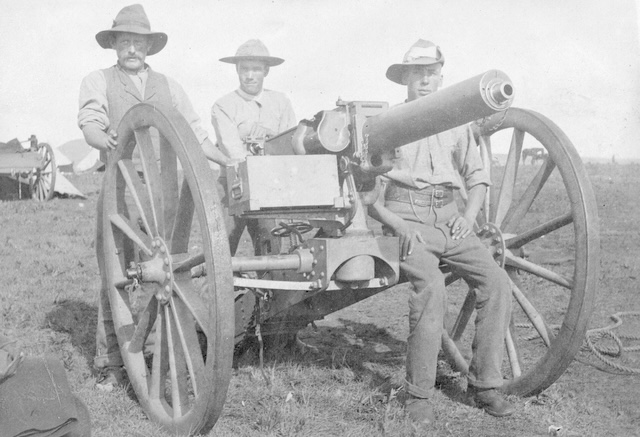
本砲とポーズをとるオーストラリア人兵士。南アフリカ、1901年頃撮影。

### 第二次ボーア戦争
イギリス政府は当初本砲の導入を見送ったが、南アフリカ共和国（トランスヴァール共和国）を含む他国では本砲を購入する国が存在した。第二次ボーア戦争においてイギリス軍はドイツ製の弾薬を用いたマキシム・ノルデンフェルト型の37mm機関砲によるボーア兵の攻撃が効果的であることを認めることとなった。
これに対抗するためにイギリスのヴィッカース社は50もしくは57門の1ポンド砲を南アフリカのイギリス陸軍にむけて輸送し、最初の3門は1900年2月のパールデベルクの戦いの際に到着した。これら初期のMk.I型は主に野砲型の砲車に搭載された。

### 第一次大戦
第一次大戦において、本砲は軽対空砲として初期のイギリス本土防空を担当した。この任務のためにMk.I+++及びMk.II基筒式高角砲架が開発され、ロンドンの港や重要建築物の屋上、更には移動式の台車に搭載されて東イングランドや南東イングランドの重要な都市に配備された。1914年8月の時点で25門が使用されており、1916年2月には50門に増加した。このページの諸元表の画像にある海軍型の基筒式砲架に載せられたMk.II型は第一次大戦におけるロンドン防空で最初に射撃を行った砲である。しかしながら本砲の小口径の砲弾ではドイツのツェッペリン飛行船を撃墜できるだけの十分な損傷を与えるには威力不足であった。1922年にイギリス軍需省は｢ポンポン砲の価値は非常に限られたものであった。本砲は榴散弾を用いることができず、また通常弾は羽布張りの航空機に砲弾が命中しても布の部分では炸裂することなく貫通してしまい地表に落下してしまった。ロンドンを爆撃するツェッペリンが低い高度を飛んでいる場合を除いて本砲が効果を発揮できる場面はまったく無かった。｣と書いている。
それにもかかわらず、イギリス第3軍第2高射班に所属していたO.F.J ホッグ中尉は1914年9月23日にフランスで75発の砲弾を発射し、全軍初となる敵機撃墜戦果を挙げることとなった。
第一次大戦においてイギリス軍は本砲を歩兵砲として運用することはなかった。本砲の小さな砲弾ではいかなる目標や施設に対しても効果が少ないと考えられており、またイギリス軍の戦術ではQF 13ポンド砲やQF 18ポンド砲による榴散弾射撃が中距離における対歩兵戦闘の主力になるとしていたためである。
軽量のMk.IIIを航空機に搭載して航空機関砲として用いようという試みがなされたが、限られた成果しか得ることができなかった。そして軽対空砲としての本砲はQF 1.5ポンド砲やQF 2ポンド砲によって急速に代替されることとなった。
イギリスの報告書によれば、イギリス軍はボーア戦争初期に通常弾（Common Shell）に加えてC.P.弾（Common Pointed Shell、信管を弾底に有する半徹甲弾、弾殻の先端部が尖っているため pointed と称する）を使用したとされる。しかしながらC.P.弾の弾底信管はしばしば作動不良をおこし、また飛行中に脱落するなど不十分な性能であることが判明した。1914年の時点で本砲が使用する弾薬は鋳鉄製の通常弾と曳光弾のみであった。

## イギリス以外の国々での運用

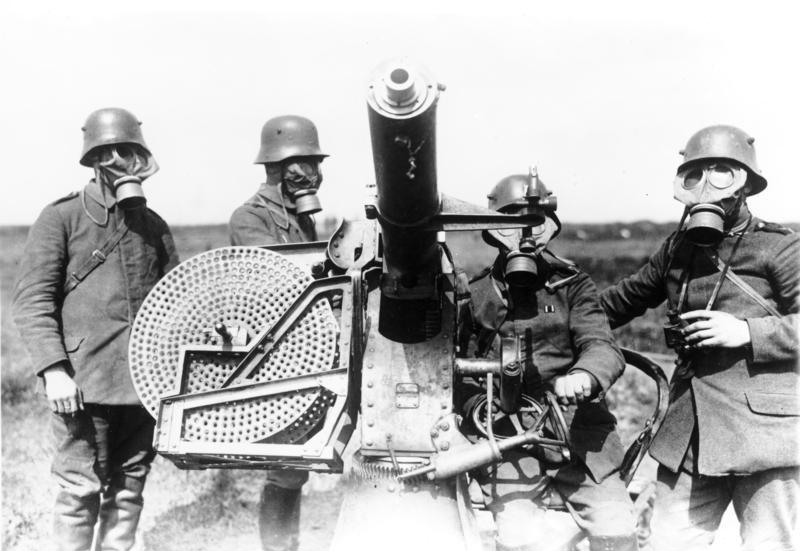
ガスマスクを被り、本砲を操作するドイツ軍砲手。

### ドイツ
ドイツでは陸海軍の双方が本砲を運用した。
第一次大戦のヨーロッパではMaxim Flak M14の名称で対空砲として運用された。1915年のアフリカ南西における作戦では4門が野戦砲車に搭載されて南アフリカ軍に対して使用された。

### ベルギー
ベルギー陸軍は野戦砲車に搭載した高角砲架を用いていた。

### アメリカ
アメリカ海軍は1898年の米西戦争以前にマキシム･ノルデンフェルト製37mm機関砲を1ポンド砲 マーク 6の名称で運用していた。

## ギャラリー
|                         |                  |                          |
| Mk.II通常弾とMk.I曳光弾 | Mk,I弾頭衝撃信管 | USS ヴィクセン艦上の本砲 |

## 現存する本砲
- 帝国戦争博物館（イギリス、ロンドン）：1903年製の1ポンド砲を展示（諸元表画像）。
- 南アフリカ国立歴史軍事博物館（南アフリカ、ヨハネスブルグ）：第一次大戦でドイツから鹵獲した2門の砲を展示。